# 18284 Tsereteli
18284 Tsereteli (1970 PU) là một thiên thạch xuyên Sao Hỏa được phát hiện tại Đài vật lý thiên văn Crimean.

## Link ngoài
- 18284 Tsereteli tại Cơ sở dữ liệu vật thể nhỏ JPL 
  - Tiếp cận Trái Đất · Phát hiện · Lịch thiên văn · Biểu đồ quỹ đạo · Yếu tố quỹ đạo · Tham số vật lý